# Tuân Sảng
Tuân Sảng (tiếng Trung: 荀爽; bính âm: Xún Shuǎng, 128-190) còn có tên khác là Tuân Hứa, là đại thần nhà Đông Hán trong lịch sử Trung Quốc.

## Thân thế
Tuân Sảng tên tự là Tư Minh (思明), người huyện Dĩnh Âm quận Dĩnh Xuyên. Cha ông là Tuân Thục (荀淑) làm tới chức huyện lệnh. Tám anh em Tuân Sảng đều là tài tử, được gọi là Bát long (tám con rồng). Anh cả Tuân Côn (荀緄) từng làm tướng quốc nước Tế Nam.

## Sự nghiệp
Tuân Sảng hồi nhỏ rất hiếu học, năm 12 tuổi đã có thể thông hiểu sách Xuân Thu và Luận ngữ.
Cuối thời Hán Hoàn Đế, Tuân Sảng được làm chức Lang trung. Năm 169 ông bị cấm làm quan, trở về ẩn cư bên sông Hán Thủy trong hơn 10 năm. Trong thời gian này ông chuyên tâm công việc soạn sách.
Năm 189, Đổng Trác phế Hán Thiếu Đế lập Hán Hiến Đế lên ngôi. Để lấy lòng thiên hạ, sau khi lĩnh chức tướng quốc, Đổng Trác chỉnh lý một loạt nhân sự, đề bạt những người có danh vọng bất đắc chí trước đây, trong đó có Tuân Sảng. Ông được làm tướng quốc nước Bình Nguyên. Trên đường đi nhận chức lại được đổi làm Quang lộc huân, rồi khi mới giữ chức 3 ngày lại được thăng làm Tư không. Từ khi Tuân Sảng trở lại làm quan tới khi được thăng lên ngôi Tam công chỉ có 95 ngày.
Trong thời gian giữ chức, Tuân Sảng tuyển chọn và đề bạt nhiều người có tài năng cho triều đình.
Đổng Trác thao túng triều đình, tàn ác giết hại nhiều người vô tội khiến thiên hạ bất bình. Thái thú Đông quận (thuộc Duyện châu) là Kiều Mạo lại giả nhân danh Tam công trong triều là Tư đồ Dương Bưu, Tư không Tuân Sảng và Thái úy Hoàng Uyển, phát hịch kể tội Đổng Trác, kêu gọi mọi người hãy cứu thiên tử Hán Hiến Đế. Mọi người nhất trí tôn Viên Thiệu làm minh chủ để chống Đổng Trác.
Đổng Trác thua trận, mang triều đình rời khỏi Lạc Dương về Trường An, còn Viên Thiệu cũng không quyết tâm đánh Đổng Trác. Các chư hầu ly tán mưu phát triển lực lượng riêng.
Tuân Sảng và Tư đồ Vương Doãn bàn mưu giết Đổng Trác. Tuy nhiên hai người đang mưu sự chưa thành thì Tuân Sảng qua đời năm 190. Lúc đó ông 63 tuổi.
Các tác phẩm của Tuân Sảng được hợp lại thành Tân thư gồm 100 quyển, nay đã thất truyền.
Người cháu gọi chú của ông (con Tuân Côn) là Tuân Úc (荀彧) sau này trở thành mưu thần đắc lực cho Tào Tháo – người trở thành thừa tướng thay thế vai trò Đổng Trác điều hành triều chính nhà Hán. Một người chắt của ông là Tuân Húc (荀勖) làm quan cuối đời Ngụy đầu thời Tấn đến chức Thượng thư lệnh.